# Loan Thảo
Loan Thảo là soạn giả cải lương nổi tiếng người Việt Nam.

## Tiểu sử
Ông tên thật là Nguyễn Tấn Vị sinh năm 1942, mất ngày 13 tháng 11 năm 1982. Ngoài bút danh Loan Thảo, ông còn bút danh khác là Quế Anh, Quế Chi, Anh Vị, Dạ Thảo, Hoàng-Loan (Hoàng Việt – Loan Thảo).

## Tác phẩm
Các tuồng cải lương, bài tân cổ của soạn giả Loan Thảo:

### Tuồng cải lương và audio
- Bao Công tra án Quách Hoè (ký bút hiệu Hoàng Loan)
- Bao Công xử án Trần Thế Mỹ (viết chung với Thế Châu)
- Chiêu Quân cống Hồ
- Chung Vô Diệm (viết chung với Thế Châu)
- Chuyện tình Lan và Điệp (viết chung với Thế Châu)
- Đào Tam Xuân báo phu cừu
- Khi rừng mới sang thu (viết chung với Quy Sắc)
- Lương Sơn Bá – Chúc Anh Đài
- Lưu Kim Đính (viết chung với Nhị Kiều)
- Lưu Minh Châu (viết chung với Thế Châu)
- Hành khất đại hiệp/Ru em vào mộng
- Hoa Mộc Lan (dùng bút danh Hoàng Loan)
- Nhị độ mai/Hạnh Nguyên cống Hồ
- Phàn Lê Huê
- Tây Thi (viết chung với Yên Lang)
- Tái sanh duyên/Mạnh Lệ Quân
- Tiêu Anh Phụng
- Tiếu ngạo giang hồ
- Thần nữ dâng Ngũ Linh Kỳ (viết chung với Thế Châu)
- Tiếng hạc trong trăng (viết chung với Yên Ba)
- Trăng lên đỉnh núi
- Tô Đắc Kỷ
- Trầu cau
- Trúng độc đắc

### Vọng cổ

##### Các điệu lý dân ca
- Đừng cắt sợi chỉ hồng
- Lý chiều chiều
- Lý chim quyên
- Lý con sáo
- Lý ru con
- Lý quạ kêu
- Qua cầu gió bay (Dân ca Bắc Bộ)
- Se chỉ luồn kim
- Trống trường thành

#### Tân cổ giao duyên
- Áo em chưa mặc một lần (Tân nhạc: Hoài Linh)
- Bà mẹ quê (Tân nhạc: Phạm Duy)
- Bánh bông lan
- Bông cỏ may (Tân nhạc: Trúc Phương)
- Bông hồng cài áo (Tân nhạc: Phạm Thế Mỹ)
- Bức tranh hòa bình (Tân nhạc: Hoài Linh)
- Buồn trong kỷ niệm (Tân nhạc: Trúc Phương)
- Căn nhà màu tím (Tân nhạc: Hoài Linh)
- Căn nhà ngoại ô (Tân nhạc: Anh Bằng)
- Chuyến tàu hoàng hôn (Tân nhạc: Minh Kỳ – Hoài Linh)
- Con đường mang tên em (Tân nhạc: Trúc Phương)
- Con đường xưa em đi (Tân nhạc: Châu Kỳ)
- Con gái của mẹ (Tân nhạc: Giao Tiên)
- Dấu chân kỷ niệm (Tân nhạc: Thúc Đăng)
- Duyên quê (Tân nhạc: Hoàng Thi Thơ)
- Duyên tình (Tân nhạc: Y Vân - Xuân Tiên)
- Đã trót lỡ làng (Tân nhạc: Trần Quý)
- Đêm cuối (Tân nhạc: Ngọc Sơn)
- Đổi thay (Tân nhạc: Hoa Linh Bảo - Hoàng Liên)
- Đón xuân này nhớ xuân xưa (Tân nhạc: Châu Kỳ)
- Đừng nói xa nhau (Tân nhạc: Châu Kỳ – Hồ Đình Phương)
- Em bé quê (Tân nhạc: Lam Phương)
- Gặp lại cố nhân (Tân nhạc: Hàn Sinh)
- Giã biệt trường xưa (Tân nhạc: Phương Trà)
- Gõ cửa (Tân nhạc: Mạnh Quỳnh)
- Hai đứa giận nhau (Tân nhạc: Hoài Linh)
- Hai năm rồi (Tân nhạc: Ngọc Văn)
- Hãy trả lời em (Tân nhạc: Anh Chương)
- Hãy quên nhau (Tân nhạc: Phương Kim)
- Hoa nở về đêm (Tân nhạc: Mạnh Phát)
- Hoa trắng thôi cài trên áo tím (Thơ: Kiên Giang; nhạc: Huỳnh Anh)
- Hương quê (Tân nhạc: Phạm Duy)
- Kể chuyện trong đêm (Tân nhạc: Hoàng Trang)
- Kẻ ở miền xa (Tân nhạc: Trúc Phương)
- Khúc nhạc từ ly
- Lưu bút ngày xanh (Tân nhạc: Thanh Sơn)
- Lối về xóm nhỏ (Tân nhạc: Trịnh Hưng)
- Yêu người chung vách (Tân nhạc: Vinh Sử)
- Lòng mẹ (Tân nhạc: Y Vân)
- Lời thề của loài hoa trắng (Tân nhạc: Tôn Nữ Trà Mi)
- Mãi tìm nhau (Tân nhạc: Hàn Châu)
- Máu chảy về tim (Tân nhạc: Anh Việt Thu)
- Một trăm bến nước (Tân nhạc: Tiến Tài)
- Mưa bay ngoại ô (Tân nhạc: Cô Phượng)
- Mưa trên phố Huế (Tân nhạc: Minh Kỳ – Tôn Nữ Thụy Khương)
- Múc ánh trăng vàng (Tân nhạc: Hoàng Thi Thơ)
- Mười thương (Tân nhạc: Phạm Đình Chương)
- Nếu em là giai nhân (Tân nhạc: Giao Tiên)
- Ngày xưa... bây giờ
- Ngày xưa quen biết (Tân nhạc: Mạc Phong Linh – Mai Thiết Lĩnh)
- Người em Vỹ Dạ (Tân nhạc: Minh Kỳ – Tôn Nữ Thụy Khương)
- Nhẫn cỏ cho em (Tân nhạc: Vinh Sử)
- Nhạt nắng (Tân nhạc: Y Vân – Xuân Lôi)
- Nhịp cầu tri âm (Tân nhạc: Hoài Linh)
- Nỗi buồn đêm đông (Tân nhạc: Anh Minh)
- Nỗi buồn hoa phượng (Tân nhạc: Thanh Sơn)
- Những đồi hoa sim (Tân nhạc: Dzũng Chinh)
- Nói với người tình (Tân nhạc: Trúc Sơn - Thăng Long)
- Phận nghèo (Tân nhạc: Lê Mộng Bảo)
- Phút cuối (Tân nhạc: Lam Phương)
- Qua bến đò xưa (Tân nhạc: Phạm Thế Mỹ)
- Rừng lá thấp (Tân nhạc: Trần Thiện Thanh)
- Rước tình về với quê hương (Tân nhạc: Hoàng Thi Thơ)
- Sương lạnh chiều đông (Tân nhạc: Mạnh Phát)
- Tà áo cưới (Tân nhạc: Hoàng Thi Thơ)
- Tâm sự đời tôi (Tân nhạc: Thanh Hằng)
- Thành phố buồn (Tân nhạc: Lam Phương)
- Thương hận (Tân nhạc: Tú Nhi)
- Tiếng dân chài (Tân nhạc: Phạm Đình Chương)
- Tiếng xưa (Tân nhạc: Dương Thiệu Tước)
- Tình dâng trên đồng lúa thắm (Tân nhạc: Tuấn Khanh)
- Tình đôi ta
- Tình người phu xe
- Tình thắm duyên quê (Tân nhạc: Trúc Phương)
- Trả lại thời gian (Tân nhạc: Thanh Sơn)
- Trăng lên đỉnh núi
- Trăng rụng xuống cầu (Tân nhạc: Hoàng Thi Thơ)
- Trăng tàn trên hè phố (Tân nhạc: Phạm Thế Mỹ)
- Tuyết lạnh (Tân nhạc: Lê Dinh - Phương Trà)
- Về miền Trung (Tân nhạc: Phạm Duy)
- Vĩnh biệt (Tân nhạc: Lam Phương)
- Vườn tao ngộ (Tân nhạc: Nhật Hà)
- Sương trắng miền quê ngoại (Tân nhạc: Đinh Miên Vũ)
- Xa vắng (Tân nhạc: Y Vân)
- Xe hoa cách biệt (Tân nhạc: Hùng Linh)
- Xin anh giữ trọn tình quê (Tân nhạc: Duy Khánh)
- Xin gọi nhau là cố nhân (Tân nhạc: Hàn Sinh)
- Xin trả tôi về (Tân nhạc: Mặc Thế Nhân)
- Xuân này con không về (Tân nhạc: Trịnh Lâm Ngân)
- Yêu lầm (Tân nhạc: Giao Tiên)

Ngoài các tác phẩm trên, ông cũng có một bài hát Tân nhạc nổi tiếng Ngày đá đơm bông (viết chung với nhạc sĩ Nhật Ngân), từng được nhiều ca sĩ thể hiện.